# Alberto Kalach

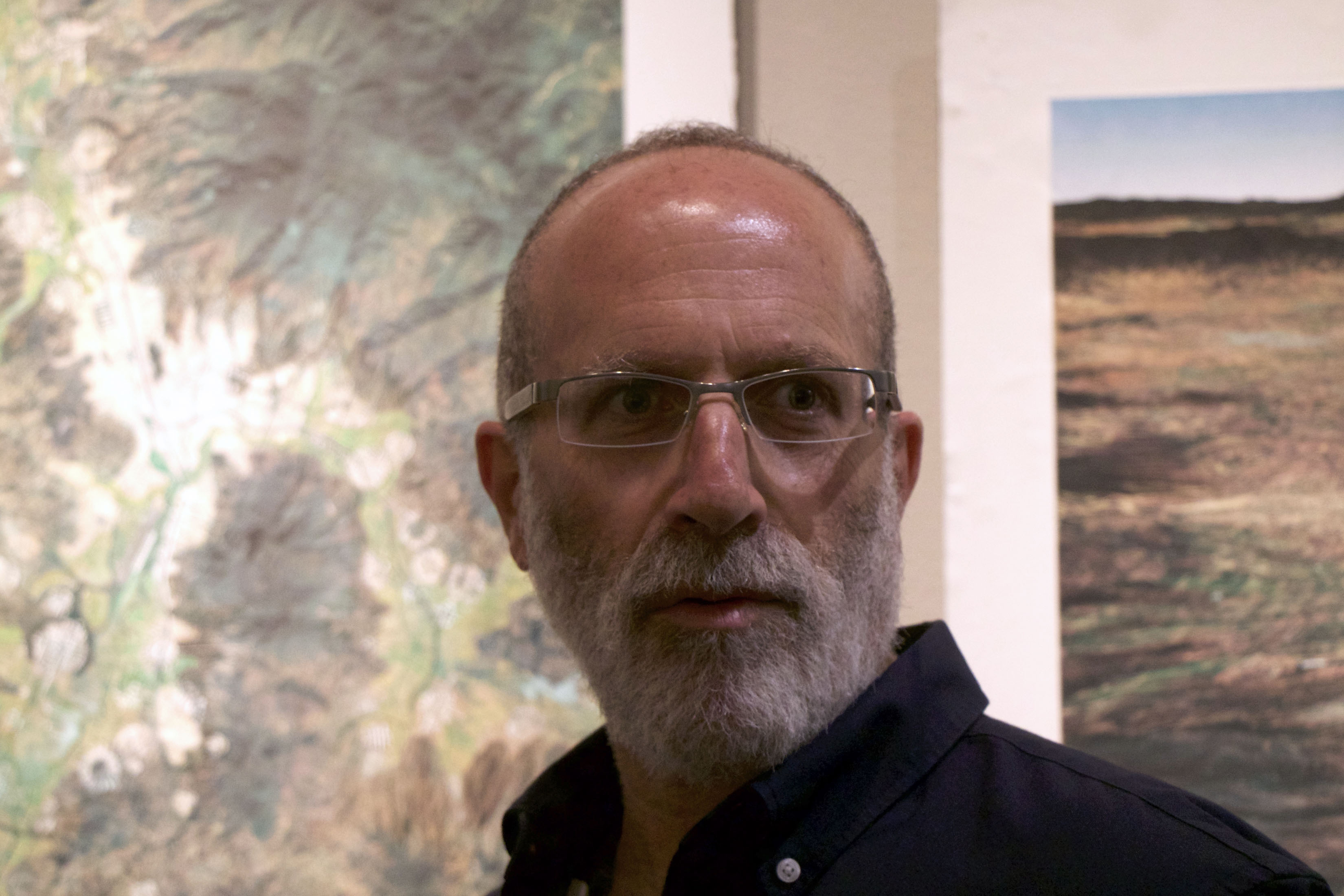
Alberto Kalach

Alberto Kalach (* 26. Januar 1960 in Mexiko-Stadt) ist ein mexikanischer Architekt.

## Leben
Kalach studierte von 1977 bis 1981 Architektur an der Universidad Iberoamericana in Mexiko-Stadt und von 1983 bis 1985 an der Cornell University in Ithaca. Von 1981 bis 2002 arbeitete er zusammen mit Daniel Álvarez in der gemeinsamen Architekturfirma Taller de Arquitectura X (TAX).
Zu seinen Projekten zählen zahlreiche Entwürfe im Rahmen von Einzel- und Gruppenausstellungen, darunter auch diejenigen, die 1985 für die Realisierung des Museums für moderne Kunst in Bonn herausragten, die mexikanischen Entwürfe für die Opéra Bastille und 1996 für die Hartell Gallery in New York, sowie seine landschaftsarchitektonischen Entwürfe im gleichen Jahr.
Die Stadtplanungsprobleme seiner Heimatstadt entwickelten sich zu einem seiner Interessenschwerpunkte, weshalb er das Kollektiv „México: ciudad futura“ (dt.: „Mexiko: Zukunftsstadt“) gründete. Seitdem hat er verschiedenste groß angelegte Gemeinschaftsprojekte realisiert, unter seinen Kollegen namhafte Architekten wie Teodoro González de León, Gustavo Lipkau und José Castillo. Seine Vorschläge für repräsentative Seen in den Stadtplanungsentwürfen sind bezeichnend für die Lösung der Wasserversorgungsprobleme, wie sie in Mexiko-Stadt vorhanden sind.
Kalach veröffentlicht zahlreiche Fachartikel in nationalen und internationalen Architekturzeitschriften. Kalach ist einer der am Projekt „Vuelta a la ciudad lacustre“ (dt.: „Rückkehr zur Seenstadt“) beteiligten Architekten.

## Auszeichnungen
- 1984: 2. Platz bei der 71. Paris-Prize-Verleihung der Kunstschule in Columbus, Indiana
- 1985: 3. Platz beim internationalen Entwurfs-Wettbewerb des Museums für moderne Kunst in Bonn
- 1996: Gewinn des internationalen Wettbewerb des „Petrosino-Parks“ in New York (zusammen mit Ricardo Regazzoni und Julio González Rojas)
- 1996: Gewinn des Entwurfs-Wettbewerb des Colegio Alemán Alexander von Humboldt in Puebla (zusammen mit Felipe Buendía und Moises Miserachi)
- 2004: Gewinn des internationalen Entwurfs-Wettbewerb der José Vasconcelos-Bibliothek (zusammen mit Juan Palomar, Gustavo Lipkau und Tonatiuh Martínez)